# 畠山武道
畠山 武道（はたけやま たけみち、1944年4月24日 - ）は、日本の法学者。北海道大学名誉教授。専門は、行政法・租税法。研究分野は、環境法。学位は、法学博士（北海道大学・1972年）。北海道旭川市生まれ。

## 略歴
- 1967年03月 - 北海道大学法学部卒業
- 1972年03月 - 北海道大学大学院法学研究科公法専攻博士課程単位取得満期退学
- 1972年12月 - 法学博士（北海道大学）
- 1972年04月 - 北海道大学法学部助手
- 1973年10月 - 立教大学法学部専任講師
- 1975年10月 - 立教大学法学部助教授
- 1983年10月 - 立教大学法学部教授
- 1989年04月 - 北海道大学法学部教授
- 1996年012月 - 北海道大学評議員
- 2000年04月 - 北海道大学大学院法学研究科附属高等法政教育研究センター教授
- 2005年04月 - 上智大学大学院地球環境学研究科教授、北海道大学法科大学院非常勤講師（環境法）
- 2010年04月 - 早稲田大学大学院法務研究科教授
- 2015年03月 - 早稲田大学を退職[1]

このほか、社団法人北海道地方自治研究所理事。NPO法人水俣フォーラム理事長。

## 活動
環境訴訟など、自然保護法の第一人者でもある。アメリカの環境法を国内に紹介し、日本の自然保護の礎を作る。

## 主要著書
- 『租税法（改訂版）』（青林書院、1982年）
- 『教材行政法判例（テキスト版）』（北海道大学図書刊行会、1987年）
- 『アメリカの環境保護法』（北海道大学図書刊行会、1992年）
- 『環境法入門（初版）』（日本経済新聞社出版、2000年）
- 『自然保護法講義（第2版）』（北海道大学図書刊行会、2004年）
- 『生物多様性保全と環境政策―先進国の政策と事例に学ぶ』（北海道大学図書刊行会、2006年）

など

## 記念論文集
- （高橋信隆・亘理格・北村喜宣）『環境保全の法と理論：畠山武道先生古稀記念』（北海道大学出版会、2014年）